# William Kneale
William Calvert Kneale (22 juin 1906 - 24 juin 1990) est un logicien britannique surtout connu pour son livre de 1962 The Development of Logic, une histoire de la logique depuis ses débuts dans la Grèce antique écrite avec sa femme Martha. 

## Carrière
Kneale est également connu comme philosophe des sciences et auteur d'un livre sur les probabilités et l'induction. Formé à la Liverpool Institute High School pour garçons, il devient plus tard membre du Exeter College d'Oxford et accède en 1960 au poste de professeur White de philosophie morale, précédemment occupé par le philosophe linguistique John Langshaw Austin. Il prend sa retraite en 1966.
L’intérêt de Kneale pour l'histoire de la logique commence dans les années 1940. Une grande partie des premiers travaux de Kneale sont axés sur l'héritage du travail du logicien du XIXe siècle George Boole. Sa première publication majeure dans l'histoire de la logique est son article « Boole and the Revival of Logic », publié dans la revue de philosophie Mind en 1948. Il est également l'auteur d'un certain nombre d'articles sur la logique philosophique, notamment sur la nature de la vérité dans les langues naturelles et sur le rôle que jouent les concepts linguistiques dans le traitement des paradoxes logiques.
Kneale travaille sur sa grande histoire de la logique de 1947 à 1957 avec sa femme Martha (qui est responsable des chapitres sur les Grecs anciens). Le résultat est The Development of Logic, un ouvrage de 800 pages, publié pour la première fois en 1962, qui connait cinq impressions avant de passer à une deuxième édition de poche en 1984.
Dans le monde universitaire, l'« Histoire » est communément appelée simplement « Kneale et Kneale ». C'est la seule histoire majeure de la logique disponible en anglais au milieu du XXe siècle, et la première histoire majeure de la logique en anglais depuis The Development of Symbolic Logic publié en 1906 par A. T. Shearman. Ce traité est depuis des décennies un ouvrage de référence dans l’histoire de la logique.
En 1938, il épouse Martha Hurst ; ils ont deux enfants, George (né en 1942) et Jane Heal); née en 1946).